# Листоблішка яблунева
Листоблішка яблунева, сліпець або яблунева медяниця (Psylla mali Fjorst.) — шкідлива комаша з родини листоблішок ряду клопів. Пошкоджує яблуню. Пошкоджує бруньки, розетки квіток і листя яблуні в Поліссі і Лісостепу. На пошкоджених деревах різко знижується урожай і погіршується якість плодів.

## Опис
Маленька зелена комаха з чотирма прозорими крилами, близько 3 мм завдовжки. Самки блакитнувато-зеленого кольору, пізніше жовтіють, а восени червоніють. Має дві пари прозорих крил складених дашком. Стегна ніг темнобурі, гомілки та лапки — жовті. Задні ноги — стрибальні. Груди бурого кольору з білими плямами і п'ятьма жовтувами поздовжніми смугами на спині. Забарвлення самців тьмяніше. Личинки жовті, пласкі, червоноокі. Німфа блакитнувато-зелена. Овальні блідо-помаранчеві яйця.

## Екологія
В кінці літа самки відкладають 130–500 жовтих чи блідо-помаранчевих дуже дрібні довгасті яйця в складки кори біля основи бруньок на молодих пагонах яблуні. Яйця відкладаються по одному або частіше групами в краплю застигаючих виділень. Яйцекладка триває і в вересні-жовтні. Тривалість яйцекладки 35 днів, ембріонального розвитку — 10-21. Навесні, під час розпускання бруньок, з них відроджуються жовті шестиногі личинки, які спершу харчуються відкрито на бруньках, потім заповзають всередину, ще пізніше смокчуть сік на черенках, квітконіжках, а іноді й на листі та бутонах, забруднюючи їх липкою солодкою рідиною («медяною росою») у вигляді білих кулястих крапель. Личинка має п'ять віків, а потім перетворюється на німфу яка харчується на нижньому боці листя. Тривалість личинкового періоду 29-44 дні. Імаго з'являються через 15-25 днів після опадання яблуневого цвіту. В жарку та суху погоду яблунева листоблішка перелітає на траву та кущі, ховаючися в тінистих місцях. Протягом року дає одну генерацію.
Зимуюча стадія (яйця) може витримати значні морози, але їм шкодить часта зміна вдлиг та заморозків. Пізні заморозки також гублять більшість личинок. Оптимальними температурами для розвитку комах є помірні — 18-20°С та підвишена вологість — 70-80%. Відкладка яєць найуспішніше відбувається за температури 12-15°С, але не нижче 10°С.
Яблунева листоблішка водиться в Європі, Північній Америці і є звичною комахою в більшості країн цих регіонів.
Основними природними хижаками яблуневої листоблішки є Propylaea quatuordecimpunctata L., Coccinella septempunctata L., Coccinella quinquepunctata L., Chilocorus bipustulatus L., Chilocorus renipustulatus L., Anatis ocellata L., Adalia bipunctata L., Adonia variegata Gz., Calvia quatuordecimguttata L., Calvia quinquedecimguttata F., Chrysopa carnea Steph., Chrysopa septempunctata Wesm., Hemerobius humulinus L., Psallus ambiguous Fall., Deraeocoris brachialis Stal., Antocoris nemorum L., Orthotylus marginalis Reut.